# Állambiztonsági Minisztérium (NDK)
Az Állambiztonsági Minisztérium (Ministerium für Staatssicherheit, röviden Stasi, kiejtve stázi) a Német Demokratikus Köztársaság állambiztonságért felelős központi államigazgatási szerve volt. 

## Története
Szervezésének és működésének modelljét a szovjet Állambiztonsági Minisztérium (MGB, a KGB elődszervezete) szolgáltatta, hasonlóan más szocialista államok ugyanilyen célú szerveihez, amilyen Magyarországon az 1956-ban megszűnt Államvédelmi Hatóság volt. A kommunista állampárt, a Német Szocialista Egységpárt legfelsőbb vezetésének irányítása alá tartozott, vezetője mindig tagja volt a párt Központi Bizottságának, és szinte mindig a Politikai Bizottságnak is. Ezt fejezte ki a minisztérium mottója is: Schild und Schwert der Partei („A párt pajzsa és kardja”). A Stasi feladatai közé tartozott többek között az államhatár őrzése, a belső karhatalmi és a különféle titkosszolgálati feladatok ellátása, így különösen a belső politikai elhárítás, vagyis a politikai rendőrség működtetése.

## Levéltára (BStU)
Az egykori állambiztonsági szolgálat iratanyagát a BStU (Bundesbeauftragte für die Unterlagen des Staatssicherheitsdienstes der ehemaligen Deutschen Demokratischen Republik) őrizte 1991–2021 között. 2021-ben az intézmény beleolvadt a Bundesarchivba (szövetségi állami levéltár), anyaga továbbra is hozzáférhető és kutatható.